# Gerundismo
Gerundismo é uma locução verbal que consiste no uso sistemático de verbos no gerúndio, cujo emprego é relativamente recente no português, particularmente o brasileiro. A concordância da construção com a sintaxe do português não é ponto pacífico, sendo, por vezes, considerada um vício de linguagem. O gerundismo foi estigmatizado graças ao seu emprego constantemente impreciso semanticamente e ao preconceito linguístico.
Há contextos em que a construção ir + estar + gerúndio é vista pela gramática normativa como correta. Isso ocorre quando enuncia-se uma ação a ser praticada no futuro e que deverá ocorrer simultaneamente a outra ação, também futura. Por exemplo: "Amanhã, quando você estiver fazendo a prova, eu vou estar viajando para Recife". O erro se verifica quando construções como "vou estar viajando" são empregadas para substituir o simples futuro do presente. Em lugar de dizer "Amanhã vou viajar (ou viajarei) para Recife", diz-se: "Amanhã vou estar viajando para Recife".
É visto como um erro porque a construção é empregada fora do contexto que a legitima e é usada para uma finalidade que a tradição e as normas vigentes da língua não lhe atribuem, qual seja a de indicar uma simples ação futura.
O gerúndio é uma forma verbal que expressa uma ação em andamento, destacando a continuidade ou a simultaneidade de uma ação em relação a outra. Em português, o gerúndio é formado pela adição da terminação "-ndo" ao radical do verbo. Exemplos incluem palavras como "falando", "comendo" e "correndo". A importância do gerúndio na língua é multifacetada. Indica uma expressão da continuidade, sendo til para indicar que uma ação está ocorrendo simultaneamente a outra, proporcionando uma visão mais dinâmica e detalhada de eventos. Exemplo: "Enquanto ela lia o livro, o telefone estava tocando."  O gerúndio é frequentemente utilizado para descrever ações em andamento, especialmente quando se deseja transmitir a ideia de que algo está acontecendo no momento da fala ou em um contexto específico. Exemplo: "Estou estudando para a prova.". O gerúndio também pode ser usado para indicar a duração prolongada ou a repetição de uma ação. Exemplo: "Ele estava trabalhando durante toda a tarde."  

## Origem
O gerundismo pode ter tido sua origem em traduções literais do inglês de expressões empregando o futuro contínuo desta língua, sem atenção para a semântica e sintaxe originais e ao fato de que este tempo verbal inglês é construído com o particípio presente, uma das formas infinitivas do verbo, que muitas vezes deve ser traduzido para o infinitivo português e não para o seu gerúndio:
"Walking [particípio presente ou gerúndio] is to live [infinitivo]" é corretamente traduzido para "Andar é viver" e não para "Andando é viver".
No exemplo acima, a tradução correta do gerúndio inglês é dada pelo infinitivo português, o mesmo sendo necessário nas traduções do futuro contínuo.
Outra vertente afirma ser mera coincidência que o português e inglês compartilhem da mesma construção como forma válida de expressar o futuro, considerando-a semântica e gramaticalmente correta, uma construção perifrástica cuja finalidade seja exprimir continuidade ou progressividade.
O gerundismo é qualificado pelo uso excessivo do gerúndio, sendo considerado um vício de linguagem. Isso ocorre quando há uma dependência exagerada dessa forma verbal, muitas vezes em detrimento de outras construções mais variadas e expressivas.  O uso constante do gerúndio pode tornar o texto monótono e redundante, diminuindo a variedade e o dinamismo da linguagem.Uma dependência excessiva do gerúndio pode indicar uma limitação na capacidade de construir frases mais complexas e diversificadas. Em alguns contextos, o uso excessivo do gerúndio pode conferir um tom mais informal ou coloquial, o que pode não ser apropriado em situações mais formais. Portanto, embora o gerúndio seja uma ferramenta valiosa na língua, é crucial equilibrar seu uso com outras construções verbais para garantir a expressividade e a variedade na comunicação escrita e falada.  

## Sintaxe e semântica
O gerúndio exprime uma ação em curso ou simultânea, ou a ideia de progressão indefinida. Sua combinação com verbos auxiliares define uma ação durativa, cuja significação é determinada pelo auxiliar. A frase "Estou almoçando" indica que estou executando a ação durativa de almoçar neste exato e rigoroso momento, por exemplo. Já a expressão "A vida foi passando" denota uma ação durativa realizada progressivamente.
O abuso do gerúndio, ou gerundismo, ocorre, normalmente, na tentativa de expressar ações de execução imediata no tempo futuro com emprego do verbo auxiliar (normalmente estar) e o gerúndio, tais como "vou estar telefonando", "vamos estar publicando", esquecendo-se da caracterização durativa acarretada pelo uso do gerúndio.
O emprego correto do gerúndio em expressões de ações futuras ocorre quando realmente se pretende exprimir uma ação durativa, um processo que terá uma duração ou estará em curso, tal qual "Estaremos jogando futebol na tarde de amanhã", ou simultaneidade, como em "Eu estarei trabalhando enquanto eles brincam", perfeitamente caracterizadas pelo uso do gerúndio: Na primeira frase, um grupo de pessoas jogará futebol durante a tarde de amanhã, período durante o qual eles, corretamente, estarão jogando. A segunda frase indica que, enquanto um grupo de pessoas brinca, o sujeito da frase, neste mesmo período (duração de tempo), trabalhará.

## Ocorrência e disseminação
Em latim, o gerúndio é formado adicionando o sufixo "-ndi" ao radical do verbo. No entanto, é importante observar que o latim possui dois tipos de gerúndio: o gerúndio do presente e o gerúndio do futuro. O gerúndio do presente é formado adicionando o sufixo "-ndi" ao radical do verbo presente. Exemplo: Para o verbo "amare" (amar), o gerúndio do presente seria "amandi" (amando). O gerúndio do futuro é formado usando o sufixo "-ndi" com a adição da forma do futuro do verbo "esse" (ser). Exemplo: Para o verbo "amare" (amar), o gerúndio do futuro seria "amaturus esse" (a ponto de estar prestes a amar). 
A construção é particular do português brasileiro, uma vez que em Portugal costuma-se substituir o gerúndio pela construção a + infinitivo ("estou cantando" por "estou a cantar"). De observar contudo que o gerúndio é também frequentemente usado nas regiões meridionais e insulares de Portugal. O emprego excessivo do recurso, especialmente por operadores de telemarketing, estigmatizou seu uso e provocou muita polêmica quanto a sua correção. A presença maciça da construção num dos setores que mais emprega no Brasil contribuiu fortemente para a disseminação do gerundismo, que hoje se encontra nos diversos níveis sociais e até mesmo em falas do então Ministro da Saúde, José Serra, que pronunciou numa entrevista: ..."outra vacina que vamos estar aplicando amanhã".
Recentemente, operadores de telemarketing passaram a receber orientação para evitar gerundismos em virtude de diversos fatores tais como tornar-se conclusivo evitando ser ambíguo, não usar uma construção que é desagradável ao cliente, buscar clareza de expressão, entre outros.